# کارگزار من
کارگزار من (لهستانی: Mój agent) یک مجموعهٔ تلویزیونی کمدی-درام لهستانی است که در سال ۲۰۲۲ منتشر شد. این برنامه، نسخهٔ لهستانی مجموعهٔ کمدی-درام فرانسوی کارگزار مرا خبر کنید! است که از شبکهٔ تلویزیونی فرانسه ۲ پخش می‌شد.

## گزیدهٔ بازیگران

### اصلی
- الکساندرا پیسولا
- اِوا شیکولسکا
- مارک گیرشاو
- ماچئی ماچئفسکی
- آنا چیِشلاک
- پائولینا والنجیاک
- داوید شچوپیدرو
- سیلویا آخو
- مارچین کووالچیک

### بازیگران مهمانی که در نقش خودشان ظاهر شدند
| فصل اول - ماگدالنا بوچارسکا - ماگدالنا چلتسکا - آگنیشگا گلینسکا - توماش کارولاک - میخاو میکووایچاک - دانیل اولبریخسکی - مارچین پرخوچ - دانوتا استنکا - یرژی اشتور - ماچئی اشتور - گراژینا شاپوووفسکا - مارتا ژمودا تژبیاتوفسکا |  | فصل دوم - مارک برژینسکی - فیلیپ خایزر - کریستیانا یاندا - آگاتا کولشا - ماوگوژاتا اومه - ماریان اوپانیا - آنتونی پاولیتسکی - آندژی سورین - مارچین پرخوچ - آدام تورچیک - آگنیشکا ویندووخا |  |

### گزیدهٔ بازیگران دوره‌ای و مهمان
| فصل اول - داگمارا بونک - سیلویا بورونی - رناتا دانتسه‌ویچ - کشیشتف یاسینسکی - اِوا کائیم - اریکا کار - تومیرا کوالیک - مارتا مالیکوفسکا - مارتا اویژینسکا - نوربرت راکوفسکی - ناتالیا شیکورا - پیوتر شیفکیویچ |  | فصل دوم - آنا ماریا بوچک - کشیشتف دراچ - مارچین هیکنار - کینگا ایلگنر - آگنیشکا پشپیورسکا - آدام شیشکوفسکی - کامیلا اوژندوفسکا - یاکوب ویچورک - اوا زوئوتوفسکا - کشیشتوف زالفسکی - پشمیسواف استیپا |  |

## نمای کلی فصول مجموعه
| فصل   | قسمت‌ها | اولین نمایش (پلیر) | اولین نمایش (پلیر) | اولین نمایش (پلیر) | پخش تلویزیونی (تی‌وی‌ان) | پخش تلویزیونی (تی‌وی‌ان) | پخش تلویزیونی (تی‌وی‌ان) | پخش تلویزیونی (تی‌وی‌ان) | پخش تلویزیونی (تی‌وی‌ان)       |
| فصل   | قسمت‌ها | فصل پخش            | قسمت اول           | قسمت آخر           | فصل پخش                | قسمت اول               | قسمت آخر               | زمان پخش               | میانگین بیننده               |
| ----- | ------ | ------------------ | ------------------ | ------------------ | ---------------------- | ---------------------- | ---------------------- | ---------------------- | ---------------------------- |
| فصل ۱ | ۶      | زمستان ۲۰۲۳        | ۲۵ دسامبر ۲۰۲۲     | ۲۲ ژانویه ۲۰۲۳     | بهار ۲۰۲۳              | ۵ مارس ۲۰۲۳            | ۹ آوریل ۲۰۲۳           | یکشنبه ۲۱:۳۵           | ۴۷۴ هزار (تلویزیون اینترنتی) |
| فصل ۲ | ۶      | زمستان ۲۰۲۳        | ۲۹ ژانویه ۲۰۲۳     | ۵ مارس ۲۰۲۳        | بهار ۲۰۲۳              | ۱۶ آوریل ۲۰۲۳          | ۲۱ مه ۲۰۲۳             | یکشنبه ۲۱:۳۵           | ۴۷۴ هزار (تلویزیون اینترنتی) |